# Khniss
Khniss ( árabe : خنيس ) es una pequeña ciudad en la región tunecina del Sahel, situada en la costa central de Túnez, a 5 km al sur de Monastir y a unos 180 km de la capital de Túnez. Su población se estima en alrededor de 10.000.
Khniss es la ciudad natal del famoso lingüista tunecino Abu Al Isaak Khounaysy, que enseñó la lingüística y la gramática en la primera universidad islámica y centro de investigación en África construida por los Aghlabitas en Kairouan según el historiador tunecino Wannes Hamdi Hassan Hosni Abdul-Wahab